# Arthur Guinness, 3. Earl of Iveagh
Arthur Francis Benjamin Guinness, 3. Earl of Iveagh (* 20. Mai 1937; † 18. Juni 1992 in London) war ein britisch-irischer Politiker.
Er war Sohn des Arthur Onslow Edward Guinness, Viscount Elveden (1912–1945), aus dessen Ehe mit Lady Elizabeth Cecilia Hare (1914–1990). Er besuchte das Eton College in Berkshire und studierte am Trinity College der University of Cambridge, sowie an der Université de Grenoble in Frankreich.
Sein Vater war als Major der Royal Artillery 1945 im Zweiten Weltkrieg gefallen. Guinness beerbte deshalb 1967 seinen Großvater Rupert Guinness, 2. Earl of Iveagh, als 3. Earl of Iveagh und wurde dadurch Mitglied des britischen House of Lords. Von 1973 bis 1977 war er zudem auch Mitglied des irischen Senats (13. Seanad Éireann).
Er war Vorstand der Guinness-Brauerei und wurde 1972 als Commander des Order of Saint John ausgezeichnet.
Guinness starb 1992 im Alter von 55 Jahren. 

## Familie
Arthur Guinness war vom 12. März 1963 bis 1984 mit Miranda Daphne Jane Smiley (1940–2010) verheiratet. Aus der Ehe gingen vier Kinder hervor:
- Lady Emma Lavinia Guinness (* 1963) ⚭ 1995 James Barnard;
- Lady Louisa Jane Guinness (* 1967) ⚭ 2001 Rupert Uloth;
- Arthur Guinness, 4. Earl of Iveagh (* 1969) ⚭ 2001 Clare Hazell;
- Hon. Rory Michael Benjamin Guinness (* 1974) ⚭ 2006 Mira M. Maini.